# Acrapex albivena
Acrapex albivena  là một loài bướm đêm thuộc họ Noctuidae. Nó được tìm thấy ở Châu Phi, bao gồm Nam Phi.
Sải cánh dài khoảng 35 mm.